# C-1隠岐諸島沖墜落事故
C-1隠岐諸島沖墜落事故（C-1おきしょとうおきついらくじこ）は2000年（平成12年）6月28日に島根県隠岐諸島北北西沖で発生した、航空自衛隊のC-1輸送機の墜落事故。乗員5名が殉職した。

## 概要
- 発生地点 - 島根県隠岐郡、隠岐諸島北北西約50km[2]
- 発生時刻 - 2000年（平成12年）6月28日午後2時36分頃[2]

美保基地の第3輸送航空隊のC-1輸送機（シリアルナンバー88-1027、1978年製造）が、飛行試験中に姿勢を回復できず墜落し、乗員5名が死亡した。
航空自衛隊においては、前年から死亡事故が続いており、当事故発生日に近い7月1日が「航空自衛隊安全の日」として全国で一斉に安全教育が実施されるきっかけの一つとなった。

## 経緯

### 事故発生
美保基地の第3輸送航空隊のC-1輸送機は、6月26日に定期点検を終え、6月28日に飛行試験を計画した。このため、輸送機には機長のA3等空佐（当時41歳）、副操縦士のB2等空尉（当時26歳）の他、機上整備員1名、整備員1名、空中輸送員1名の計5名が搭乗していた。なお、A3佐は飛行時間6500時間超のベテランパイロットである一方、B2尉は飛行時間500時間超で6月22日に副操縦士資格を得たばかりの若手パイロットだった。
試験内容として、速度を落として失速状態に近づける、エンジンを止め再起動する、飛行中にドアを開閉することが計画されていた。
6月28日午後2時7分頃、事故機は美保基地を離陸した。当日の気象状態は極めて良好であり、飛行は順調であった。
失速状態に近づける試験を実施中の、午後2時35分頃、交信中だった春日防空指令所（DC）が、内容を判別できない乗員の声を受信。同36分頃レーダーから消失し、墜落した。

### 遺体と残骸の回収
事故発生当日に、機体の破片と救命胴衣が回収された。その後、隠岐島西約45kmの海底で機体の一部とともに、7月10日までに4名、11日に残りの1名の遺体が発見された。